# Liste der Monuments historiques in Mirambeau (Charente-Maritime)
Die Liste der Monuments historiques in Mirambeau (Charente-Maritime) führt die Monuments historiques in der französischen Gemeinde Mirambeau auf.

## Liste der Bauwerke
| Bezeichnung      | Beschreibung              | Standort                                          | Kennzeichnung | Schutzstatus | Datum | Bild           |
| ---------------- | ------------------------- | ------------------------------------------------- | ------------- | ------------ | ----- | -------------- |
| Kirche St-Martin | Erbaut im 12. Jahrhundert | Place Saint-Martin im Ortsteil Petit-Niort (Lage) | PA00104808    | Classé       | 2002  | weitere Bilder |

## Liste der Objekte
- Monuments historiques (Objekte) in Mirambeau (Charente-Maritime) in der Base Palissy des französischen Kultusministeriums